# Stockholms östra station
Stockholms östra station (skracana często do Stockholm Ö) – węzłowa stacja kolejowa w Sztokholmie w Szwecji. Jest końcową stacją aglomeracyjnej kolei wąskotorowej Roslagsbanan. Dworzec jest połączony ze stacją metra Tekniska högskolan.

## Historia
Stacja została otwarta w roku 1932 a zaprojektowana przez Albina Starka. Koszt budowy wynosił 1 742 tys. koron. Sufit hallu głównego jest pokryty plafonem Evalda Dalskoga, przedstawiającym różne zawody ludzi mieszkających w Roslagen. W 1939 została otwarta restauracja dworcowa, która jest czynna do dziś.